# Parti social démocratique éthiopien
Le Parti fédéral social démocratique éthiopien (amharique : ኢትዮጵያ ማህበረ-ዴሞክራሲ ፌደራላዊ ፓርቲ) est un parti politique éthiopien.
Lors des élections législatives du 15 mai 2005, le parti fait partie de la coalition des Forces démocratiques éthiopiennes unies qui a remporté 52 des 527 sièges à la Chambre des représentants des peuples.